# Demi Getschko
Demi Getschko (Trieste, Território Livre de Trieste, atualmente na Itália, 4 de maio de 1953) é um engenheiro eletricista brasileiro, considerado um dos pioneiros da Internet no Brasil. Atualmente ocupa o cargo de diretor-presidente do Núcleo de Informação e Coordenação do Ponto BR (NIC.br).

## Carreira
Filho dos imigrante Emil Gestchko (grego, engenheiro químico) e Erifili Dimitrova Getschko (búlgara, de profissão farmacêutica), Demi chegou à cidade de Santos, Brasil como refugiado com apenas 11 meses. Ele é engenheiro eletricista formado pela Escola Politécnica da Universidade de São Paulo em 1975, com mestrado em 1980 e doutorado em 1989, em engenharia, pela mesma instituição.
Trabalhou no Centro de Computação Eletrônica (CCE) da USP (1971-1985) e no Centro de Processamento de Dados da FAPESP (1986-1996). Nesse período, foi coordenador de operações da RNP e participou do esforço da implantação de redes no País. Foi um dos responsáveis pela primeira conexão TCP/IP brasileira, em 1991, entre a FAPESP e a Energy Sciences Network (ESNet), nos Estados Unidos, por meio do Fermilab (Fermi National Accelerator Laboratory). Por isso, é considerado um dos pais da Internet brasileira.
Trabalhou como Diretor de Tecnologia da Agência Estado, empresa do Grupo Estado, entre 1996 e 2000, e, novamente, entre 2002 e 2005. Também atuou como Vice-Presidente de Tecnologia do iG entre 2000 e 2001.
Foi, ainda, professor da Escola Politécnica da USP, e é desde 1990 é Professor Associado da Pontifícia Universidade Católica de São Paulo, onde lecionava Redes de Computadores entre 1992 e 1995 e hoje leciona Arquitetura de Computadores e coordena o laboratório da camada 2 do Projeto KyaTera.
Até maio de 2009, atuou como membro da diretoria da Internet Corporation for Assigned Names and Numbers (ICANN) pela ccNSO (Country Code Names Support Organization), eleito para o período de 2005-2007 e reeleito para 2007-2009.
É conselheiro do Comitê Gestor da Internet no Brasil (CGI.br) desde 1995 e Diretor-Presidente do Núcleo de Informação e Coordenação do Ponto BR (NIC.br) desde 2005. É também parte do Conselho Consultivo da Câmara Brasileira de Comércio Eletrônico. Em outubro de 2010, foi nomeado membro do Conselho de Administração da Telebrás. Em abril de 2014, foi homenageado com sua inclusão no Internet Hall of Fame, da Internet Society, na categoria "Global Connectors". Em abril de 2016, recebeu uma homenagem especial no 1º Prêmio Profissional Digital da ABRADi-SP, pelos anos de contribuição com a Internet brasileira.